# Wolfpassing
Wolfpassing osztrák község Alsó-Ausztria Scheibbsi járásában. 2022 januárjában 1651 lakosa volt. 

## Elhelyezkedése

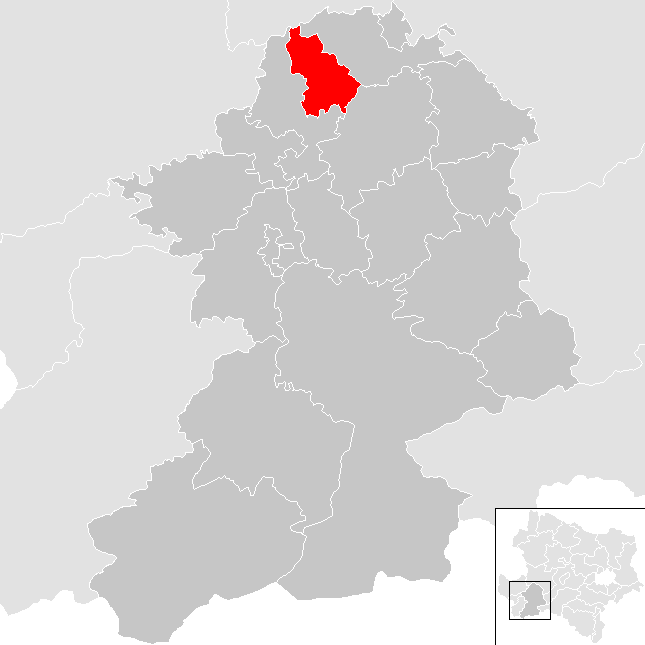
Wolfpassing a Scheibbsi járásban

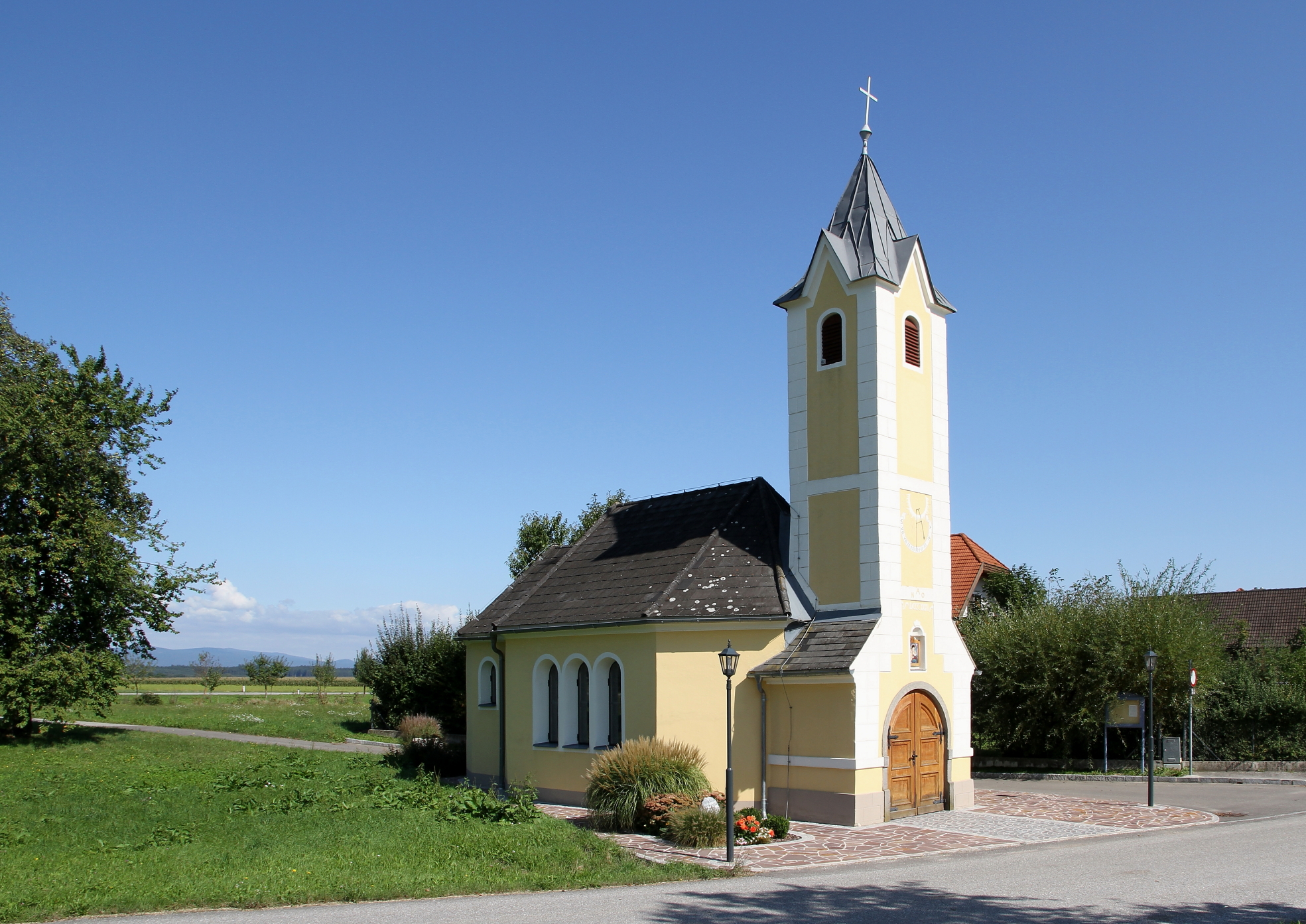
A zarnsdorfi kápolna

Wolfpassing a tartomány Mostviertel régiójában fekszik, az Eisenwurzen tájegységben, a Hummelbach patak mentén, az Ybbstali-Alpokban. Területének 17,6%-a erdő, 71,5% áll mezőgazdasági művelés alatt. Az önkormányzat 16 települést és településrészt egyesít: Buch (48 lakos 2022-ben), Dörfl (15), Etzerstetten (130), Figelsberg (25), Fischerberg (32), Hofa (23), Keppelberg (20), Klein-Erlauf (84), Krottenthal (49), Linden (12), Loising (76), Stetten (103), Thorwarting (42), Thurhofglasen (25), Wolfpassing (513) és Zarnsdorf (454). A kataszteri közösségek Buch, Etzerstetten, Wolfpassing és Zarnsdorf.
A környező önkormányzatok: északkeletre Wieselburg-Land, délkeletre Purgstall an der Erlauf, délnyugatra Steinakirchen am Forst, északra Neumarkt an der Ybbs.

## Története
Az Avar Kaganátus meghódítása után 833-ban a mondseei apátság kapta ezt a területet, ahová misszionáriusokat küldtek és új településeket létesítettek. Miután a honfoglaló magyarok megszállták, majd feladták a régiót, az a Regensburgi Püspökséghez került. Wolfpassing első említése a 13. századból származik egy bizonyos Hofstatt zu Wolfpazingen nevében. 1391-ben  Gilig Wolfstein volt a wolfpassingi birtok ura. 1480-ban házasság révén az Auersperg bárók szerezték meg. A várat a 16. században kastéllyá építették át. A korábban elveszített birtokot 1747-ben az Auerspergek visszaszerezték és felújították a kastélyt, amely ekkor nyerte el mai külsejét. Mivel a földesúr lánya Karl von Jaquinot francia tábornokhoz ment feleségül, a napóleoni háborúkban az épület nem szenvedett károkat. 
1834 Ferenc császár megvásárolta a kastélyt. Az épület 1910-ben a hadügyminisztériumhoz került, 1918-ban pedig a mezőgazdasági minisztériumhoz, amely először lipicai méntelepet, majd tejtermelési kutatóintézetet működtetett benne. Ma a Wolfpassingi Élelmiszertechnológiai Központé.
Az 1848-as forradalom után felszámolták a feudális birtokrendszert és megalakult Wolfpassing önkormányzata. A második világháborúban 63 wolfpassingi vesztette életét. 
1970-ben az addig önálló Buch, Etzerstetten ás Zarnsdorf községek csatlakoztak Wolfpassinghoz.

## Lakosság
A wolfpassingi önkormányzat területén 2021 januárjában 1651 fő élt. A lakosságszám 1951 óta gyarapodó tendenciát mutat. 2020-ban az ittlakók 96,4%-a volt osztrák állampolgár; a külföldiek közül 0,5% a régi (2004 előtti), 2,3% az új EU-tagállamokból érkezett. 2001-ben a lakosok 97,5%-a római katolikusnak, 1,7% pedig felekezeten kívülinek vallotta magát. Ugyanekkor a német anyanyelvűek (99,3%) mellett egy magyar és egy szlovén élt a községben. 
A népesség változása:

| 2016 | 1 503 |
| 2018 | 1 616 |

## Látnivalók
- a wolfpassingi kastély
- Zarnsdorf kápolnája

## Fordítás
- Ez a szócikk részben vagy egészben  a   Wolfpassing című német Wikipédia-szócikk ezen változatának fordításán alapul.  Az eredeti cikk szerkesztőit annak laptörténete sorolja fel. Ez a jelzés csupán a megfogalmazás eredetét és a szerzői jogokat jelzi, nem szolgál a cikkben szereplő információk forrásmegjelöléseként.